# لیتل تالاپوسا ریور
لیتل تالاپوسا ریور (به انگلیسی: Little Tallapoosa River) رودخانه‌ای است که در ایالات متحده آمریکا جریان دارد.